# Anarconomy
Anarconomy er et begreb udviklet af Instituttet for Fremtidsforskning. Begrebet er sammensat af "Anarchism + Economy = Anarconomy" og dækker over gratis, ikke-kommercielt indhold og tjenester på Internettet, skabt og udbudt af brugerne selv, som virker som alternativ til kommercielle produkter. 